# Ira W. Wood

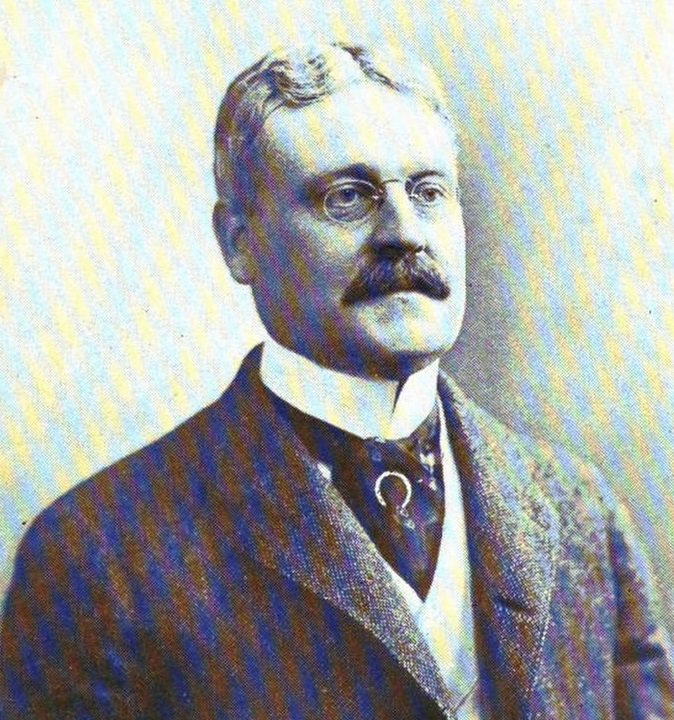
Ira W. Wood

Ira Wells Wood (* 19. Juni 1856 in Wilkes-Barre, Pennsylvania; † 5. Oktober 1931 in Trenton, New Jersey) war ein US-amerikanischer Politiker. Zwischen 1904 und 1913 vertrat er den Bundesstaat New Jersey im US-Repräsentantenhaus.

## Leben
Ira Wood studierte bis 1877 am Princeton College. Nach einem anschließenden Jurastudium und seiner 1880 erfolgten Zulassung als Rechtsanwalt begann er in Trenton in diesem Beruf zu arbeiten. Gleichzeitig schlug er als Mitglied der Republikanischen Partei eine politische Laufbahn ein. Zwischen 1894 und 1896 gehörte er dem Bildungsausschuss von Trenton an; von 1896 bis 1900 saß er im dortigen Stadtrat. In den Jahren 1899 und 1900 war er Abgeordneter in der New Jersey General Assembly. 1904 fungierte er als Staatsbeauftragter von New Jersey auf der Louisiana Purchase Exposition, der Weltausstellung in St. Louis. Im Jahr darauf nahm er als amerikanischer Delegierter an einem interparlamentarischen Friedenskongress in Brüssel teil.
Nach dem Rücktritt des Abgeordneten William M. Lanning, der zum Bundesrichter ernannt worden war, wurde Wood bei der fälligen Nachwahl für den vierten Sitz von New Jersey als dessen Nachfolger in das US-Repräsentantenhaus in Washington, D.C. gewählt, wo er am 8. November 1904 sein neues Mandat antrat. Nach vier Wiederwahlen konnte er bis zum 3. März 1913 im Kongress verbleiben. Im Jahr 1912 verzichtete Wood auf eine erneute Kandidatur. Nach dem Ende seiner Zeit im US-Repräsentantenhaus zog er sich aus der Politik zurück. Er verbrachte seinen Lebensabend in Trenton, wo er am 5. Oktober 1931 verstarb.